# Shrek Tercer
Shrek Tercer (títol original en anglès Shrek the Third) (2007) és una pel·lícula animada dirigida per Chris Miller i Raman Hui. És la tercera pel·lícula de la saga de Shrek, després de Shrek i Shrek 2. Va estar nominada al BAFTA a la millor pel·lícula d'animació. Aquesta pel·lícula ha estat doblada al català.

## Argument
La pel·lícula comença amb el Príncep Galant, qui està actuant en una obra de teatre en un club nocturn. Després que tot el públic es burli de l'espectacle, ell torna al seu camerino, que és només una taula enmig del carrer, i es posa a parlar amb la foto de sa mare, sobre el fet que ell no ha viscut "feliç per sempre".

Mentrestrant, Shrek i Fiona han de prendre el lloc de reis de Lluny Lluny Enllà temporalment, perquè el rei Harold està malalt. I el Shrek només vol tornar al seu aiguamoll, i viure tranquil amb la Fiona.
El rei Harold es troba agonitzant i abans de morir demana a Shrek que sigui el nou rei, però ell no ho vol, i per això demana al rei Harold si hi ha algun hereu més. Harold respon que el seu nebot Artús és l'únic familiar. Finalment el rei Harold mor, i el Princep Galant i la seva xicota, la Princesa Rapunzel, pensen a aprofitar-se'n ells dos mateixos de la situació per a convertir-se'n en el nou rei i en la nova reina. Shrek, Ruc i el Gat amb Botes comencen un viatge per anar a trobar l'Artús. Mentre salpa el vaixell, Fiona diu a Shrek que és prenyada. Shrek, sorprès per la notícia, comença a tenir malsons sobre els seus tres fills. Somia moltíssims ogres nadons, i encara que Ruc li diu que ser pare és meravellós, a Shrek el preocupa no ser un bon pare.
Llavors arriben a l'Acadèmia Worcestershire, on estudia Artús. S'adonen que és el clàssic noi antipopular, i Shrek li diu que ell serà el nou rei de Lluny Lluny Enllà. Quan s'hi dirigeixen, el Ruc i el Gat comencen a parlar a l'Artús de les seves responsabilitats com a rei, i per això Artús s'espanta i se'n vol tornar, però Shrek ho vol impedir i, a causa d'això, naufraguen en una platja. Artús fuig de Shrek i arriba fins a la casa de Merlí, el seu antic professor de màgia, a qui Shrek demana ajuda per tornar a Lluny Lluny Enllà. Merlí es fa pregar, però a la fi els ajuda amb un encanteri, que té certs efectes secundaris... El Ruc i el Gat amb Botes han patit un bescanvi de "personalitats", és a dir que, el Ruc calça botes i el Gat brama.
Però en arribar a Lluny Lluny Enllà, s'adonen que les coses han canviat lleugerament pel regne... El príncep Galant i la seva xicota, la Princesa Rapunzel, han convençut els malvats dels contes de fades de fer una mena de cop d'Estat, i han tancat la Reina, la princesa Fiona i les altres tres princeses, la Blancaneu, la Ventafocs i la Bella Dorment en un calabós... Mentrestant, el nou rei Galant i la seva xicota, la princesa Rapunzel, es preparen a representar la seva última obra, que ha d'acabar... amb la mort de Shrek. Tanmateix, el Príncep Galant i la seva xicota, la Princesa Rapunzel, es veuràn molt ben sorpressos pel canvi d'actitud de la Princesa Fiona i les altres tres princeses, la Blancaneu, la Ventafocs i la Bella Dorment, que deixaran enrere el seu paper de "princeses en perill", per a fer un contraatac per tal de recuperar el tron i salvar Shrek de les mans del Príncep Galant i de la seva xicota, la Princesa Rapunzel... i el regne Lluny Lluny Enllà.

## Repartiment
- Shrek: És un ogre amb un bon cor. Està impacient d'escapar-se de l'enrenou del regne i tornar a la seva vida tranquil·la a l'aiguamoll amb la seva dona Fiona i els seus amics el Ruc i el Gat amb Botes. Nogensmenys, està a punt de descobrir que casar-se amb una princesa implica certes responsabilitats.
- Ruc: Després de casar-se amb Dragona, ara és pare orgullós d'un munt de Dracs-rucs. Es mor de ganes d'estar amb la família, però sempre s'apunta si es tracta d'una nova aventura.
- Fiona: És intel·ligent, fort i capaç d'embolicar-se a puntades amb una banda de malfactors i vèncer-los. Per a més detalls, és una ogre. Després de trobar l'amor de la seva vida, Fiona va deixar enrere les seves fantasies adolescents i els seus somnis de contes de fades. Encoratja les altres princeses a fer el mateix i els ajuda a trobar la força que totes tenen dintre.
- El gat amb botes: És l'altre company lleial de Shrek. Representa el valor, la força i el romanticisme de la Guineu en el cos d'un dolç gatet. Sempre ho veu tot des del punt de vist d'un fadrí.
- Artús: És el cosí de la Fiona i l'hereu al tron. Shrek decideix de sortir a cercar-lo i portar-lo de nou al regne de Molt Molt Llunyà. Així és com descobreix que Artús és un noi prim de 16 anys que estudia en un centre d'ensenyament secundari medieval i que utilitza la seva astúcia i creativitat per escapar-se de qualsevol situació que impliqui la mínima responsabilitat.
- Princep Galant: Tot i estar profundament emmarat, està decidit a trobar el país de l'eterna felicitat. Obsessionat pel poder i la fama, farà el que sigui per aconseguir-los. Per arribar als seus fins i venjar-se de Shrek i Fiona, es fa amb una colla de dolents de contes de fades.
- Reina Lilian: La reina és molt més que la típica mare. En veure que el regne està en perill, aquesta noble líder s'uneix a la seva filla per defensar-lo. No es trigarà a descobrir de qui ha heretat la Fiona el seu esperit lluitador.
- Rei Harold: El rei ha canviat molt des del dia que va conèixer Shrek. Per començar, ha recuperat la seva forma primitiva de granota. Més encara, ha acceptat la seva filla i el seu marit tal com són i els rep amb els braços oberts. Però està malalt i el preocupa de trobar un successor adequat, fins i tot es rumia la possibilitat que siguin Shrek i Fiona.
- Capità Garfi: Se'l coneix sobretot per la seva melosa veu en Shrek 2. Quan el Príncep Encantador el desafia de trobar el país de la felicitat eterna, es converteix en el capità dels dolents dels contes de fades. Però ja se sap, gos bordador poc mossegador. Tendeix a confondre els nens amb el seu etern enemic Peter Pan i li costa de controlar la seva banda de pirates.
- Merlí: És l'antic professor de màgia de l'institut. És un solitari excèntric que, després de patir una crisi nerviosa, ha decidit retirar-se a la tranquil·litat de la natura a la recerca del seu diví destí. Només vol que el deixin en pau. La seva màgia està una mica rovellada i les seves tècniques són d'allò més extremes, però acaba sent de gran utilitat a Shrek i als nois.

## Música
Totes les cançons són escrites i compostes per Harry Gregson-Williams.
| Núm.          | Títol                    | Durada |
| ------------- | ------------------------ | ------ |
| 1.            | «The Royal Treatment»    | 2:31   |
| 2.            | «Fatherly Dreams»        | 2:19   |
| 3.            | «The Frog King Dies»     | 2:51   |
| 4.            | «Another Adventure»      | 2:33   |
| 5.            | «Little Ogre Feet»       | 1:53   |
| 6.            | «Worcestershiree?»       | 1:53   |
| 7.            | «Charmed & Dangerous»    | 3:25   |
| 8.            | «Artie's Sob Story»      | 1:33   |
| 9.            | «A Warm & Fuzzy Navel»   | 2:17   |
| 10.           | «The Campfire»           | 1:34   |
| 11.           | «The Hook Attack»        | 1:22   |
| 12.           | «Merlin»                 | 1:48   |
| 13.           | «The Trip Home»          | 2:15   |
| 14.           | «Princess Resistance»    | 2:26   |
| 15.           | «The Dressing Room»      | 2:19   |
| 16.           | «The Show Begins»        | 2:03   |
| 17.           | «King Arthur»            | 3:30   |
| 18.           | «(Almost) Alone at Last» | 2:01   |
| Durada total: | Durada total:            | 37:13  |

## Repartiment
| Actor | Personatge             | Doblatge al català   |
| --- | ---------------------- | -------------------- |
| Mike Myers | Shrek                  | Luis Posada          |
| Eddie Murphy | Ruc                    | Eduard Farelo        |
| Cameron Diaz | Princesa Fiona         | Núria Mediavilla     |
| Antonio Banderas | Gat amb Botes          | Albert Mieza         |
| Julie Andrews | Reina Lilian           | Rosa Guiñón          |
| John Cleese | Rei Harold             | Jordi Vila           |
| Rupert Everett | Príncep Galant         | Josep Maria Mas      |
| Larry King | Germanastra més Lletja | Jordi Boixaderas     |
| Conrad Vernon | Home de Gingebre       | Aleix Estadella      |
| John Krasinski | Lancelot               | Raúl Llorens         |
| Ian Mcshane | Domènech Farell        | Capità Garfi         |
| Kelly Asbury | Jaume Costa            | Mestre de Cerimònies |
| Aron Warner | Eduard Doncos          | Llop                 |
| Justin Timberlake | Artús                  | Lluís Jutglar        |
| Eric Idle | Merlin                 |                      |
| Cody Cameron | Pinotxo                |                      |
| Amy Poehler | Blancaneu              |                      |
| Cheri Oteri | Bella Dorment          |                      |
| Carme Buxaderas Gerard Clos Aida de la Cruz Sunna Fernández Joan Gibert Sergi Hom Marcel Navarro Pep Papell Maria Romeu José Claudio Ruiz Jordi Salas Manel Veiga | Veus Addicionals       |                      |

## Premis i nominacions
| Any  | Premi                              | Categoria                    | Persona                                             | Resultat   |
| ---- | ---------------------------------- | ---------------------------- | --------------------------------------------------- | ---------- |
| 2007 | National Movie,(Regne Unit)        | Pel·lícula d'Animació        | Shrek Tercer                                        | Nominada   |
| 2007 | World Soundtrack                   | música                       | Harry Gregson-Williams                              | Nominada   |
| 2008 | Premis Bafta                       | Pel·lícula d'Animació        | Shrek Tercer                                        | Nominada   |
| 2008 | David di Donatello                 | Pel·lícula estrangera        | Shrek Tercer                                        | Nominada   |
| 2008 | Premis Saturn                      | Pel·lícula d'Animació        | Shrek Tercer                                        | Nominada   |
| 2008 | Premis Annie                       | Director                     | Chris Miller Raman Hui                              | Nominats   |
| 2008 | Golden Trailer                     | Pel·lícula Animació (Poster) | Shrek Tercer                                        | Guanyadora |
| 2008 | Golden Trailer                     | Tràiler                      | Shrek Tercer                                        | Nominada   |
| 2008 | Golden Trailer                     | Pel·lícula Familiar          | Shrek Tercer                                        | Nominada   |
| 2008 | Kids' Choice,(EUA)                 | Veu                          | Eddie Murphy                                        | Guanyadora |
| 2008 | Kids' Choice,(EUA)                 | Pel·lícula Animació          | Shrek Tercer                                        | Nominada   |
| 2008 | Kids' Choice,(EUA)                 | Veu                          | Cameron Diaz Mike Meyers                            | Nominats   |
| 2008 | Motion Picture Sound Editors (EUA) | So                           | Richard L. Anderson Thomas Jones David A. Whittaker | Guanyadors |
| 2008 | People's Choice, (EUA)             | Pel·lícula familiar          | Shrek Tercer                                        | Guanyadora |
| 2008 | Visual Effects Society             | efectes visuals              | John Cleese Guillaume Aretos Tim Cheung             | Nominada   |